# Doug Sakmann
Douglas W. Sakmann (22 de julio de 1980 – 26 de junio de 2024) fue un productor, director, supervisor de efectos especiales y director de arte estadounidense. Trabajó en cine independiente y televisión, y es especialmente conocido por su participación en la serie de Netflix Unsolved Mysteries (Volumen 4).

## Biografía
Nació el 22 de julio de 1980 en Queens, Nueva York. Residió en Filadelfia, Pensilvania, donde vivió hasta su fallecimiento.

## Carrera profesional
Sakmann desempeñó múltiples funciones dentro de la industria audiovisual, incluidas labores como efectos especiales, maquillaje, dirección de arte y producción. Entre sus créditos destacan:
Unsolved Mysteries (Netflix) – director de arte y coordinador de producción.
The Mick and the Trick – efectos especiales.
Last Straw – productor asociado y supervisor de efectos.
Punk Rock Holocaust – director.
Troma’s Edge TV – director de arte.
Cross Bearer y LovecraCked! The Movie – productor.
También fue organizador del evento temático NYC Zombie Crawl y colaboró con proyectos de Sony Pictures, The Walking Dead y el Festival de Cine de Tribeca.

## Participación enUnsolved Mysteries
Participó en la nueva versión de Unsolved Mysteries en Netflix, desempeñándose como director de arte y coordinador de producción. Su rol fue clave en el diseño visual del programa.

## Fallecimiento
Falleció el 26 de junio de 2024 (algunas fuentes indican el 13 de junio), en su residencia de Pensilvania, a los 43 años, como resultado de una "emergencia médica repentina". No se ha divulgado públicamente la causa exacta del deceso.

## Legado
Uno de los episodios del Volumen 4 de Unsolved Mysteries fue dedicado a su memoria. Fue homenajeado por colegas y entidades como Troma Entertainment y la revista Fangoria por su aporte artístico y profesionalismo.

## Filmografía seleccionada

### Como director
Punk Rock Holocaust
Punk Rock Holocaust 2
LovecraCked! The Movie
Troma’s Edge TV

### Como productor
Cross Bearer
LovecraCked! The Movie
Punk Rock Holocaust

### Efectos especiales
Diversos proyectos independientes del género de terror

### Dirección de arte
Unsolved Mysteries
Troma’s Edge TV

## Vida personal
Vivió tanto en Nueva York como en Pensilvania. Su pareja, Heather Marie, compartió homenajes tras su muerte a través de redes sociales. No se conocen antecedentes públicos sobre consumo de drogas o enfermedades crónicas.